# Río Peneo (Tesalia)
El río Peneo es el nombre en español de un río del norte de Grecia, llamado en griego actualmente Salamvrias o Salambria. En la antigüedad clásica tenía el nombre griego de Πηνειóς (Peneios o, simplificadamente: Piniós), aunque también se hizo conocido por la forma latinizada Peneus.
El Salamvrias o Peneo es el principal río de la región de Tesalia, nace en el monte Katara (1705 m) de la cordillera del Pindo casi inmediatamente al este de la ciudad de Metsovo, discurriendo con curso muy sinuoso hacia el estenoreste por estrechos y fragosos valles, atraviesa las ciudades de Tríkala y Larisa, su último trecho corresponde al célebre valle de Tempe, inmediatamente luego de discurrir por el valle del Tempe desemboca formando un pequeño delta en el Golfo Termaico del mar Egeo. 
La longitud de este río es de 216 km. Como la mayoría de los ríos helénicos lleva muy poco caudal, encontrándose casi seco en el invierno y en el estío; sus mayores caudales se producen en primavera merced al deshielo de las montañas y a un incremento de las lluvias. De este modo su régimen es torrencial aunque en el ya referido valle de Tempe la humedad se incrementa y el Peneo irriga bien al valle dándole una renombrada feracidad.
La denominación Salamvrias o Salambria se ha hecho la más común entre la población griega desde aproximadamente el año 1000 aunque a partir del resurgimiento del estado griego independiente, oficialmente suele usarse la denominación clásica en la cartografía.